# Un paio di scarpe (romanzo)
Un paio di scarpe (titolo originale The Dutch Shoe Mystery) è un romanzo poliziesco del 1931 di Ellery Queen, il terzo della serie avente come protagonista l'omonimo detective.

## Trama
Abigail Doorn, milionaria e mecenate del famoso chirurgo dottor Janney, deve sottoporsi a un intervento di calcoli presso il Dutch Memorial Hospital di New York. Ma quando viene portata in sala operatoria dalla stanza di anestesia, i medici scoprono che è stata strangolata con un filo di ferro. I sospetti cadono sul chirurgo, che non ha un alibi per il momento dell'omicidio. Ellery Queen dovrà risolvere un complicato puzzle tra i cui pezzi figurano un gangster ricoverato nello stesso ospedale, una governante animata da fanatismo religioso e soprattutto un paio di scarpe ritrovate sul luogo del delitto.

## Personaggi principali
- Abigail Doorn - ricca ereditiera, mecenate del Dutch Hospital
- Hendrik Doorn - suo fratello
- Hulda Doorn - sua figlia
- Sarah Fuller - dama di compagnia
- Philip Morehouse - avvocato dei Doorn, fidanzato di Hulda
- Dottor Francis Janney - primario chirurgo del Dutch Hospital
- Dottor John Minchen - direttore medico del Dutch Hospital
- Dottor Lucius Dunning - medico del Dutch Hospital
- Edith Dunning - sua figlia, sociologa, amica di Hulda Doorn
- Dottoressa Florence Pennini - ginecologa
- Dottor Arthur Leslie - chirurgo
- Dottor Edward Byers - anestesista
- Lucille Price - infermiera
- Grace Obermann - infermiera
- James Paradise - sovrintendente del Dutch Hospital
- Isaac Cobb - portiere del Dutch Hospital
- Moritz Kneisel - inventore
- Michael "Big Mike" Cudahy - gangster
- Little Willie, Joe Gecko, Snapper - guardie del corpo di Big Mike
- Thomas Swanson - un individuo misterioso
- Pete Harper - giornalista
- Hesse, Flint, Johnson, Piggott, Ritter - poliziotti
- Dottor Samuel Prouty - medico legale
- Henry Sampson - procuratore distrettuale
- Timothy Cronin - assistente procuratore
- Sergente Thomas Velie - della Squadra Omicidi
- Richard Queen - capo della Squadra Omicidi
- Ellery Queen - investigatore dilettante, figlio di Richard

## Critica
"Un paio di scarpe è il terzo e ultimo dei lavori 'da esordiente' di Ellery Queen. La parte migliore della storia sono i dieci capitoli iniziali, che presentano il delitto centrale e contengono la parte principale dell'indagine. Questi capitoli si muovono con la grazia della Duesenberg di Ellery. [...] Nel complesso, un discreto romanzo breve che sfortunatamente è stato espanso alla lunghezza di un romanzo.
Il libro evidenzia forse l'influenza della scuola di Freeman, con la sua ambientazione medica, un ospedale come sfondo della narrazione, il delitto basato su una tabella dei tempi, deduzioni tratte da prove fisiche (le scarpe del titolo), e la soluzione basata sulla tradizione di Freeman e di Crofts [...] Il delitto iniziale mostra tracce della vena surrealistica di Ellery Queen, senza peraltro raggiungere gli estremi flamboyant di molti dei suoi lavori più tardi."

"Fra tutti i romanzi di Ellery Queen, questo è uno dei più accuratamente costruiti: gli indizi conducono in maniera semplice e inevitabile alla conclusione dichiarata, e nessuno scrittore di gialli ha mai giocato in maniera più leale."

## Opere derivate
Nel 1941 venne girato un film con una trama molto approssimativamente basata su questo romanzo, dal titolo Ellery Queen and the Murder Ring, diretto da James Hogan e con Ralph Bellamy nella parte di Ellery. Tra i personaggi figura anche Nikki Porter, che era apparsa per la prima volta nella saga di Ellery Queen nei radiodrammi trasmessi a partire dal 1939.

Nel 1986 la Spinnaker Software produsse un gioco da tavola con videocassetta VHS di supporto, dal titolo Ellery Queen's Operation: Murder, basato sulla trama del romanzo.

## Edizioni
- Ellery Queen, Un paio di scarpe, collana I Classici del Giallo Mondadori n. 297, Mondadori, 1977.
- Ellery Queen, Un paio di scarpe, in: "Cinque colpi per Ellery Queen", traduzione di Marcella Pavolini, Omnibus Gialli, Mondadori, 1967.
- Ellery Queen, Un paio di scarpe, traduzione di Gianni Montanari, collana I Classici del Giallo Mondadori n. 1321, Mondadori, 2013,  p. 238.